# レンバーグ
レンバーグ（Lemberg、1907年 - 1928年）はイギリスの競走馬及び種牡馬である。
セントレジャーステークス優勝馬バヤルドの半弟であり、1910年のダービーステークスで優勝し、種牡馬としても英愛リーディングサイアーに輝いた。

## 出自
レンバーグはMr. Fairieという名義で所有馬を走らせていたアルフレッド・W・コックスによって生産された。
父サイリーンはアスコットゴールドカップ優勝馬であり、種牡馬としてレンバーグのほかにミノル、タガリー、キケロと3頭のダービー馬や6度の英愛リーディングサイアーに輝いたポリメラスなどを出した。
ガロピン産駒の母ガリカは、レンバーグを産む前年にセントレジャーステークス優勝など25戦22勝で種牡馬としてゲイクルセイダーとゲインズバラの2頭の三冠馬の父となったバヤルド、1913年には1916年のダービー2着馬Kwang-Suなどを産んでいる。
レンバーグはクラシックレース16勝のアレック・テイラー・ジュニアのもとで調教された。

## 競走成績

### 2歳時（1909年）
プライベートトライアルの後にロイヤルアスコット競馬場のニューステークスに出走したレンバーグは2着馬に1馬身半差をつけて優勝した。
ニューマーケット競馬場のチェスターフィールドステークスにも優勝したレンバーグであったが、グッドウッド競馬場のルースメモリアルステークスではニールゴウの3着に敗れた。
秋には調子を戻しニューマーケットでのルースメモリアルステークス(5f)では牝馬Yellow Slaveに首差をつけて優勝し、ミドルパークステークスでは後のアメリカチャンピオンであるウィスクブルームに首差で勝利し、デューハーストステークスでも同馬に5馬身差をつけて優勝した。

### 3歳時（1910年）
レンバーグの3歳初戦は2000ギニーとなった。シーズン前には騎手ダニエル・マハーを巡りライバルであるニールゴウと競合していたが、マハーはニールゴウを選んだため、バーナード・ディロンが騎乗することになった。レンバーグは最高のレースをしたニールゴウに短頭差及ばなかったが、レンバーグはステイヤーだと考えられていたので、距離が伸びるダービーではさらに期待がかけられた。
ディロン騎乗でダービーに出走したレンバーグは先頭のセントフラスキン産駒グリーンバック (Greenback) を終始追いかけて、ゴール前で追い抜くと首差をつけて2分35秒2のレコードタイムで優勝した。ニールゴウは落ち着きがなくスタートに失敗して4着に終わった。

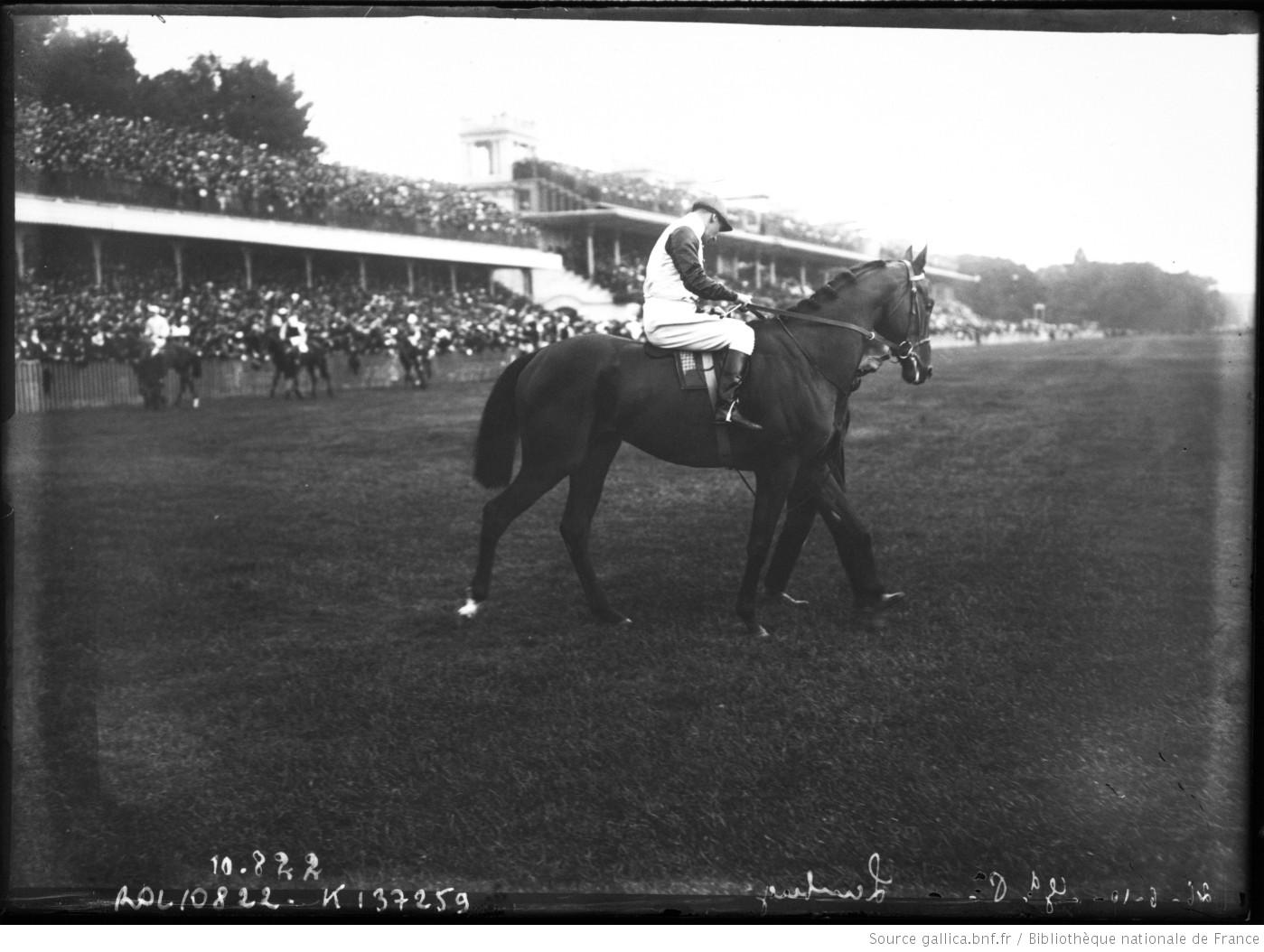
パリ大賞典出走時（1910年6月26日、ロンシャン競馬場）

ダービー後はロイヤルアスコット競馬場のセントジェームズパレスステークスに出走したレンバーグは3馬身差をつけて優勝。その後はパリ大賞に遠征し、先行したものの、重い馬場で体力を消耗したのか4着に敗れた。
7月にはサンダウン競馬場のエクリプスステークスで再びニールゴウと顔を合わせ、デッドヒートの末レンバーグが勝利した。
秋にはセントレジャーステークスに出走したレンバーグではあったが、調教不足のせいかダービーとセントジェームズパレスステークスで破っていたスウィンフォードの3着に敗れた。
その後は体調が戻るとジョッキークラブステークス、チャンピオンステークスなどに優勝した。

### 4歳時（1911年）
6月にエプソム競馬場のコロネーションカップに出走したレンバーグはセントレジャーステークスで敗れた5連勝中のスウィンフォードに雪辱し、3⁄4馬身差をつけて優勝した。
7月のプリンセスオブウェールズステークスでも人気になったレンバーグであったが、5ポンド差が響いたのかスウィンフォードに1馬身半差をつけられて敗れた。
エクリプスステークスではスウィンフォードと同斤量となったレンバーグだが、さらに良化したスウィンフォードに敵わず4、5馬身差をつけられて連敗した。
その後、レンバーグは秋にドンカスターカップ優勝、ジョッキークラブステークス2着、単走でのチャンピオンステークス連覇などの成績を残し引退した。

## 種牡馬成績
引退後はニューマーケットのハミルトンスタッドで種牡馬となり、1922年の英愛リーディングサイアーに輝いた。

### おもな産駒
- ポグロム（英語版） (1919) - 1922年 オークス
- エランゴワン（英語版） (1920) - 1923年 2000ギニー
- タージマー（英語版） (1926) - 1929年 1000ギニー

## 血統表
| Lembergの血統          | Lembergの血統                                                      | Lembergの血統                                                      | （血統表の出典）                                                   | （血統表の出典）    |
| 父系                   | エクリプス系                                                       | エクリプス系                                                       | エクリプス系                                                       | [ § 2 ]             |
| 父 Cyllene 1895 栗毛   | 父の父Bona Vista 1889 栗毛                                         | Bend Or                                                            | Doncaster                                                          | Doncaster           |
| 父 Cyllene 1895 栗毛   | 父の父Bona Vista 1889 栗毛                                         | Bend Or                                                            | Rouge Rose                                                         |                     |
| 父 Cyllene 1895 栗毛   | 父の父Bona Vista 1889 栗毛                                         | Vista                                                              | Macaroni                                                           | Macaroni            |
| 父 Cyllene 1895 栗毛   | 父の父Bona Vista 1889 栗毛                                         | Vista                                                              | Verdure                                                            |                     |
| 父 Cyllene 1895 栗毛   | 父の母Arcadia 1887 栗毛                                            | Isonomy                                                            | Sterling                                                           | Sterling            |
| 父 Cyllene 1895 栗毛   | 父の母Arcadia 1887 栗毛                                            | Isonomy                                                            | Isola Bella                                                        |                     |
| 父 Cyllene 1895 栗毛   | 父の母Arcadia 1887 栗毛                                            | Distant Shore                                                      | Hermit                                                             | Hermit              |
| 父 Cyllene 1895 栗毛   | 父の母Arcadia 1887 栗毛                                            | Distant Shore                                                      | Lands End                                                          |                     |
| 母 Galicia 1898 黒鹿毛 | 母の父Galopin 1872 鹿毛                                            | Vedette                                                            | Voltigeur                                                          | Voltigeur           |
| 母 Galicia 1898 黒鹿毛 | 母の父Galopin 1872 鹿毛                                            | Vedette                                                            | Mrs.Ridgway                                                        |                     |
| 母 Galicia 1898 黒鹿毛 | 母の父Galopin 1872 鹿毛                                            | Flying Duchess                                                     | The Flying Dutchman                                                | The Flying Dutchman |
| 母 Galicia 1898 黒鹿毛 | 母の父Galopin 1872 鹿毛                                            | Flying Duchess                                                     | Merope                                                             |                     |
| 母 Galicia 1898 黒鹿毛 | 母の母Isoletta 1891 鹿毛                                           | Isonomy                                                            | Sterling                                                           | Sterling            |
| 母 Galicia 1898 黒鹿毛 | 母の母Isoletta 1891 鹿毛                                           | Isonomy                                                            | Isola Bella                                                        |                     |
| 母 Galicia 1898 黒鹿毛 | 母の母Isoletta 1891 鹿毛                                           | Lady Muncaster                                                     | Muncaster                                                          | Muncaster           |
| 母 Galicia 1898 黒鹿毛 | 母の母Isoletta 1891 鹿毛                                           | Lady Muncaster                                                     | Blue Light                                                         |                     |
| 母系(F-No.)            | 10号族(FN:10-a)                                                    | 10号族(FN:10-a)                                                    | 10号族(FN:10-a)                                                    | [ § 3 ]             |
| 5代内の近親交配        | Isonomy S3×M3、Doncaster S4×M5、Stockwell S5×S5×M5、Voltaire M5×M5 | Isonomy S3×M3、Doncaster S4×M5、Stockwell S5×S5×M5、Voltaire M5×M5 | Isonomy S3×M3、Doncaster S4×M5、Stockwell S5×S5×M5、Voltaire M5×M5 | [ § 4 ]             |
| 出典                   | 1. 2. 3. 4.                                                        | 1. 2. 3. 4.                                                        | 1. 2. 3. 4.                                                        | 1. 2. 3. 4.         |